# Källsmora
Källsmora är en småort i Riala socken i Norrtälje kommun, Stockholms län. 